# Персеполис (филм)
Вижте пояснителната страница за други значения на Персеполис.
„Персеполис“ (на френски: Persepolis) е френско-американски трагикомичен анимационен филм от 2007 година на режисьорите Маржан Сатрапи и Венсан Пароно по сценарий на Пароно.
Сценарият, базиран на едноименния автобиографичен комикс на Сатрапи, описва израстването на момиче от заможно и образовано иранско семейство на фона на Иранската революция, налагането на ислямисткия режим в Иран и Ирано-иракската война.
„Персеполис“ е номиниран за „Оскар“ за анимационен филм, „Златен глобус“ за чуждоезичен филм, наградите на БАФТА за анимационен и чуждоезичен филм и „Златна палма“ на Кинофестивала в Кан, където получава специалната награда на журито. Филмът печели награди „Сезар“ за адаптиран сценарий и дебютен филм и е номиниран още за най-добър филм, монтаж, музика и озвучаване.